# Boulevard Romain-Rolland (Paris)
Pour les articles homonymes, voir Boulevard Romain-Rolland.
Le boulevard Romain-Rolland est une voie du 14e arrondissement de Paris, et de Montrouge en France.

## Situation et accès
Le boulevard Romain-Rolland est une voie publique située dans le 14e arrondissement de Paris, à l'extérieur du boulevard périphérique auquel il est parallèle.
Le boulevard débute dans le prolongement de l'avenue du Docteur-Lannelongue, au niveau de l'intersection avec la rue François-Ory de Montrouge. Il marque alors le début de l'avenue Aristide-Briand puis de l'avenue Henri-Ginoux.
Il traverse ensuite les portes d'Orléans et de Montrouge, et se termine au niveau de la porte de Châtillon. Il est prolongé vers l'ouest par le boulevard Adolphe-Pinard.
Le boulevard forme la frontière de Paris avec la commune de Montrouge ; les maisons sur le côté sud du boulevard se trouvent à Montrouge. Le côté nord du boulevard est adjacent au boulevard périphérique, dont il est séparé par un mur anti-bruit seulement entre la porte d'Orléans et la porte de Châtillon.

## Origine du nom

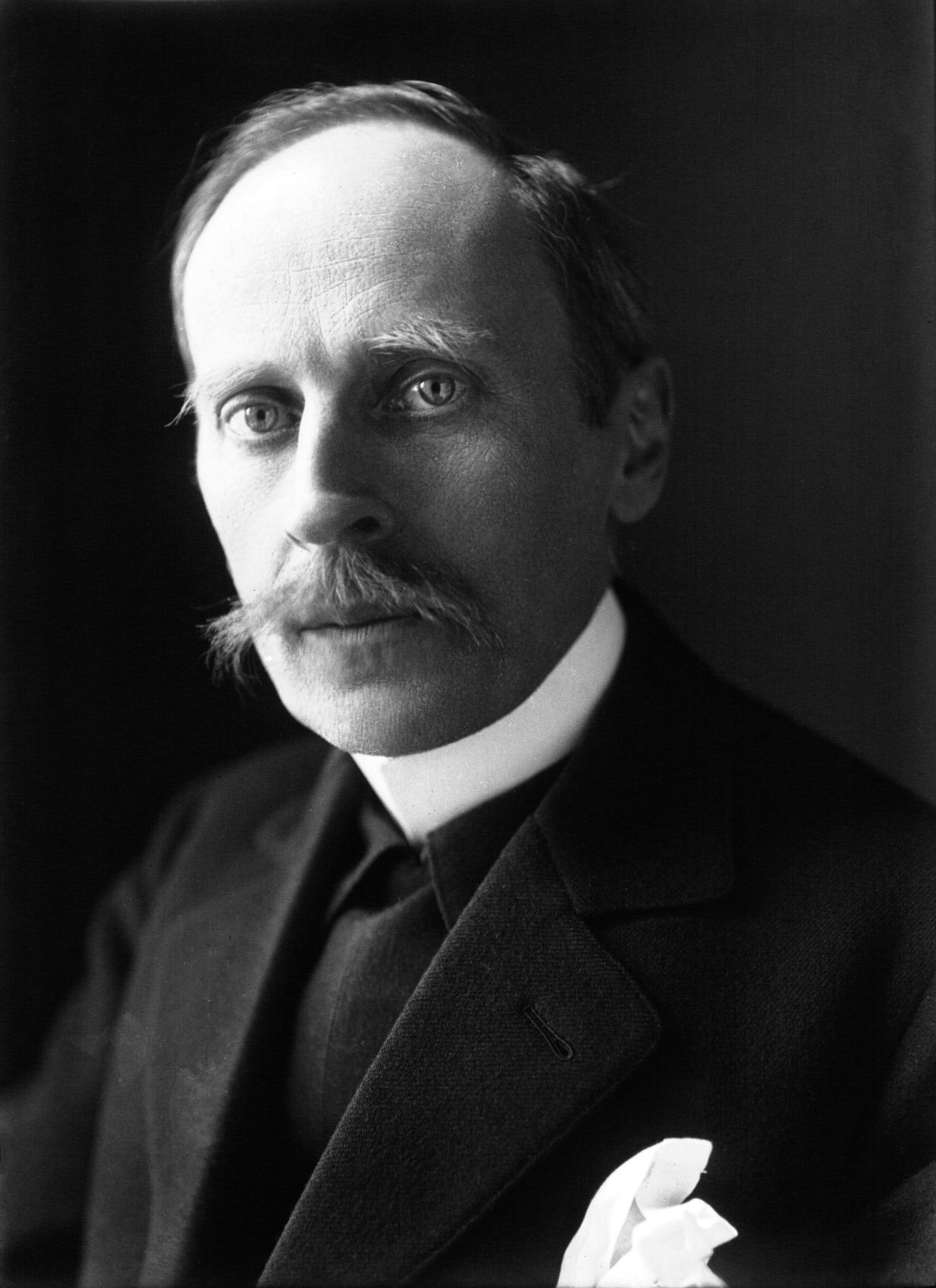
Romain Rolland, en 1914.

Le boulevard reçoit son nom actuel en 1946, en hommage à Romain Rolland (1866-1944), écrivain français et lauréat du prix Nobel de littérature.

## Historique
L'actuel boulevard Romain-Rolland résulte de la réunion de plusieurs voies initialement distinctes situées sur l'ancien territoire de la commune de Montrouge (Grand-Montrouge), globalement orientées est-ouest et parallèles au secteur de Montrouge de l'ancienne zone de servitude militaire non aedificandi (non constructible). L'annexion de la zone par Paris, décidée en mars 1925 devient effective moins d'un mois plus tard pour les secteurs sud, dont celui de Montrouge. Par conséquent, les voies jusqu'alors situées en bordure de terrains montrougiens inconstructibles constituent désormais la limite entre Montrouge et le 14e arrondissement de Paris qui absorbe la « zone de Montrouge ».      
La partie de l'actuel boulevard comprise entre la rue de la Légion-Étrangère et l'avenue de la Porte-de-Châtillon provient de l'ancien chemin vicinal no 3 de la commune de Montrouge qui fut annexé dans la voirie de Paris en 1925.
Entre la rue de la Légion-Étrangère et l'avenue de la Porte-de-Montrouge a porté jusqu'en 1934[pas clair] le nom de « rue Lakanal », puis celui de « rue François-Ory » jusqu'en 1946.
La partie appelée précédemment « chemin du Reposoir » s'était appelée avant 1926 « rue Ledru-Rollin ».
Le boulevard est réaménagé en 1960 lors de la construction du boulevard périphérique faisant ainsi disparaitre ou englobant une partie des rues du Colonel-Gillon, de Fontenay, Gutenberg, Hortense et Saint-Albin et une partie de l'impasse Plet, toutes situées sur la commune de Montrouge.

## Bâtiments remarquables et lieux de mémoire
- No 47 (anciennement 5, rue François-Ory) : ancienne caserne de la Gendarmerie nationale comme l'indique l'inscription sur la façade. En 2009, elle aurait encore abrité «  quelques cellules pour d'improbables prisonniers[4]. »
— Le bâtiment a été transformé en centre d'hébergement (ouvert en 2014) géré par le SAMU social de Paris. Il offre une capacité de 93 places aux sans-abris — la plupart en chambre individuelle avec salle d'eau — dont 44 places d'hébergement de longue durée. Quinze places sont réservées aux femmes[5].
- No 111 : Façade arrière et accès livraisons du Collège Robert-Doisneau (1994, Jean-Marc Renard, architecte) dont l'entrée principale est située 2, rue du 11-Novembre. Il a reçu son nom en hommage au photographe Robert Doisneau (1912-1994), ancien habitant de Montrouge[6] (place Jules-Ferry). Ce collège est doté d'un gymnase de 2 500 m2 pouvant accueillir des compétitions au niveau national[7].
- Nos 111 et 119 : emplacement approximatif de l'ancien « passage Plet », dénommé d'après un propriétaire foncier[8]. Cette voie d'exploitation fut amputée de plusieurs parcelles en 1925. Devenue « impasse Plet », elle fut supprimée après 1939[9]. Actuellement (2021) le terrain est occupé par le campus de la faculté de chirurgie dentaire de l'université Paris-Descartes (site Montrouge) dont l'entrée principale se trouve 1, rue Maurice Arnoux[10].